# James W. Holley, III
James W. Holley, III (24 de noviembre de 1926 - 5 de octubre de 2012) fue un político estadounidense y cirujano dentista. Holley sirvió dos términos como alcalde de Portsmouth, Virginia. Ambos términos terminaron retirado de su cargo, convirtiéndose en el único político conocido en la historia estadounidense que se retiró dos veces hasta que el concejal de Fullerton, California, Don Bankhead se retiró en junio de 2012.

## Política
Holley sirvió primero como miembro del Consejo de la ciudad de Portsmouth desde 1968 hasta 1984, y fue vicealcalde desde 1978 a 1980. Tras su elección en 1968, se convirtió en el primer afroamericano en servir en el Ayuntamiento de Portsmouth. Él tiene dos veces ocupado el cargo de alcalde, en primer lugar a partir del 1 de julio de 1984 al 15 de diciembre de 1987, y de nuevo entre julio de 1996 al 13 de julio de 2010. Holley fue también el primer alcalde afroamericano de la historia de la ciudad. Su primer mandato llegó a su fin cuando se vio obligado de su cargo a raíz de un escándalo de cuenta de gastos, convirtiéndose en el primer político de Virginia en los tiempos modernos que se destituyó. Otro factor en la eliminación de Holley de su cargo fue ser vinculados a un correo de odio que fue enviada a líderes de la comunidad.